# ورنر دلمس
ورنر دلمس (انگلیسی: Werner Delmes؛ زادهٔ ۲۸ سپتامبر ۱۹۳۰ – درگذشتهٔ ۱۳ ژانویهٔ ۲۰۲۲) یک بازیکن هاکی روی چمن، اهل آلمان بود. او در سال ۱۸۶۰ در المپیک تابستانی ۱۹۵۶ و بازی های المپیک تابستانی ۱۹۶۰ بازی کرد.